# Гекуба
Геку́ба (др.-греч. Ἑκάβη) — в древнегреческой мифологии вторая жена царя Приама, по Гомеру — дочь фригийского царя Диманта (либо, по Еврипиду, дочь Киссея; либо дочь реки Сангария и Метопы).

## История
Император Тиберий интересовался, кто была мать Гекубы, по различным версиям, её звали Евфоей, Евагорой, Телеклеей, Метопой или Главкиппой.
От супруга имела 19 или 20 сыновей. Первенцем её был Гектор (некоторые исследователи приписывают отцовство Аполлону). Во время второй беременности Гекуба видела во сне, что родила факел, от которого сгорела Троя; прорицателями сон был истолкован в смысле рождения сына, который принесёт гибель Трое. Этим сыном был Парис. После него она родила Креусу, Лаодику и Поликсену, затем Деифоба, близнецов Гелена и Кассандру, Паммона, Полита, Антифа, Гиппоноя и Полидора.
На надгробии Гектора оставила прядь волос.
После взятия Трои она попала в рабство. По одной версии, при дележе она стала добычей Одиссея, по другой, её взял Гелен и переправился с ней в Херсонес. Она превратилась в собаку, и он похоронил её на месте, называемом Киноссема. Согласно поэме Стесихора «Гибель Илиона», перенесена Аполлоном в Ликию.
По Еврипиду (в трагедии, которая названа её именем), она пережила ещё принесение в жертву греками её дочери Поликсены и смерть сына Полидора, который убит был фракийским царём Полиместором; отомстив этому последнему, она бросилась в море.
По Гигину, она бросилась в море и стала собакой, когда Одиссей уводил её в рабство. По другим версиям, либо забита камнями до смерти, её забили камнями фракийцы, либо превратилась в собаку и окаменела.
Могила Гекубы — Киноссема (Курган псицы). Кенотаф Гекубы в Сицилии воздвиг Одиссей.

## В литературе
В классической литературе имя Гекубы нередко использовалось как нарицательное для несчастной матери и жены, символ женского горя или безумия.
Гекуба — действующее лицо:
- в трагедии Софокла «Гекуба»,
- трагедиях Еврипида «Александр», «Гекуба» и «Троянки»,
- неизвестного автора «Гекуба»,
- в трагедиях Энния и Акция «Гекуба»,
- Сенеки «Троянки»,
- возможно, в трагедии Софокла «Пленницы» (фр.33-42 Радт).
- второстепенный персонаж романа «Илион» Д. Симмонса

## Современная эпоха
В честь Гекубы назван астероид (108) Гекуба, открытый в 1869 году.